# Srđan Baljak
Srđan Baljak (Servisch: Срђан Баљак) (Belgrado, 25 november 1978) is een Servisch voetballer.